# 300-talet f.Kr. (decennium)

## Händelser
- 326-321 f.Kr. och 316-304 f.Kr. - Andra samniterkriget utkämpas.

## Födda
- 304 f.Kr. – Ashoka, kejsare av Mauryariket.

## Avlidna
- 309 f.Kr. – Alexander IV av Makedonien, kung av Makedonien.